# Diplacus vandenbergensis
Diplacus vandenbergensis är en gyckelblomsväxtart som först beskrevs av D. M. Thompson, och fick sitt nu gällande namn av Guy L. Nesom. Diplacus vandenbergensis ingår i släktet Diplacus och familjen gyckelblomsväxter. Inga underarter finns listade i Catalogue of Life.